# Perpezac-le-Noir
Perpezac-le-Noir este o comună în departamentul Corrèze din centrul Franței. În 2009 avea o populație de 1.058 de locuitori.

## Evoluția populației
| An        | 1975 | 1982 | 1990 | 1999 | 2006  | 2009  |
| --------- | ---- | ---- | ---- | ---- | ----- | ----- |
| Populație | 886  | 830  | 870  | 875  | 1.003 | 1.058 |